# DWARS
DWARS (vollständig: DWARS, GroenLinkse Jongeren) ist die unabhängige Jugendorganisation der niederländischen Partei GroenLinks. Sie hat etwa 5000 Mitglieder. DWARS wurde am 4. Januar 1991 durch eine Fusion von PSJG, der Jugendorganisation der Pacifistisch Socialistische Partij und PPRj, der Jugendorganisation der Politieke Partij Radikalen gegründet. DWARS ist Mitglied der Federation of Young European Greens, der Vereinigung junger europäischer Grüner, und der Global Young Greens, der Vereinigung Internationaler Grüner Jugend.

## Weblink
- Offizielle Website (niederländisch)